# Svein Mønnesland

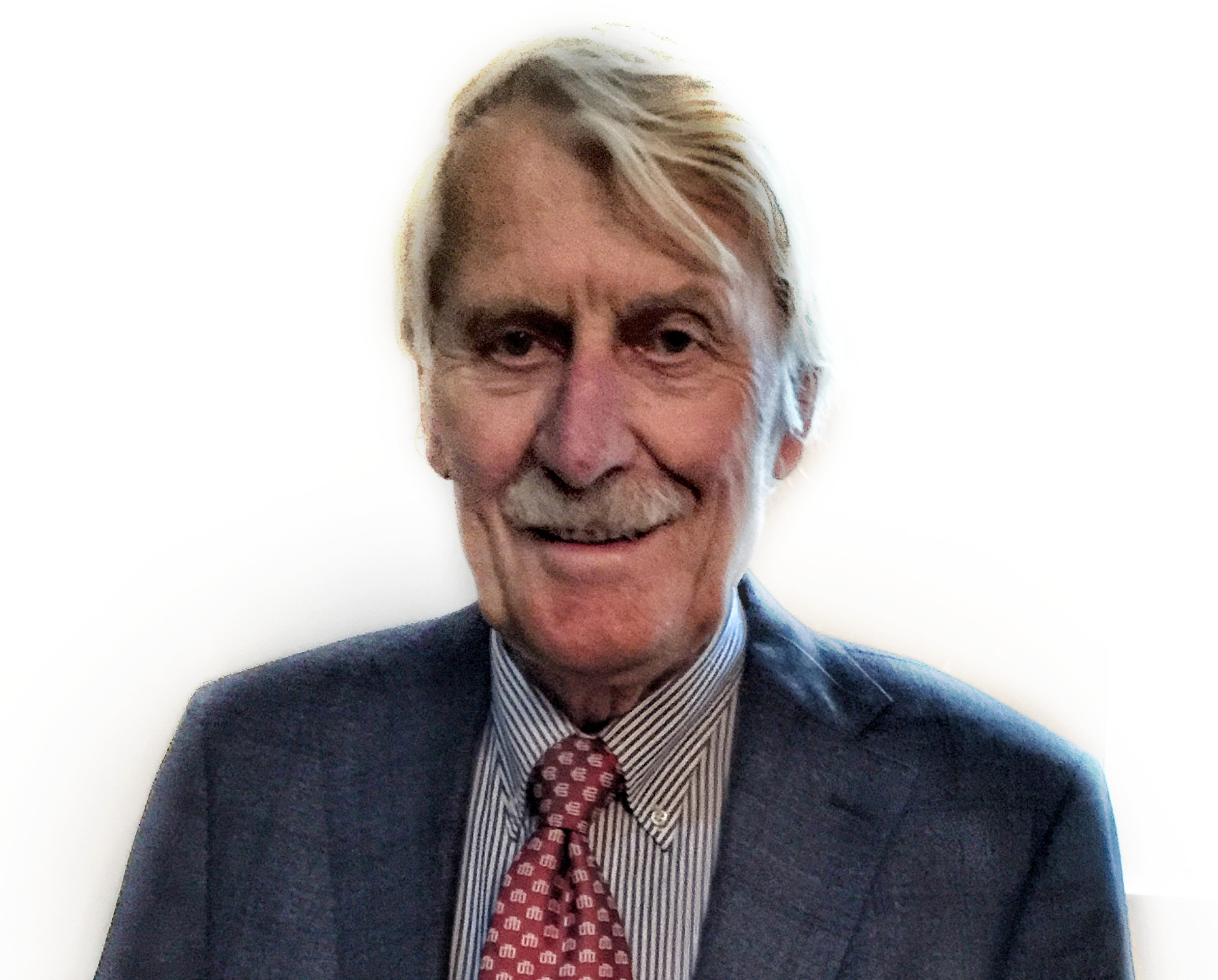
Svein Mønnesland

Svein Mønnesland, född 26 oktober 1943 i Skien, är en norsk slavist.
Mønnesland blev filologie kandidat 1969. Han är verksam vid Universitetet i Oslo, där han utsågs till lektor i serbokroatiska 1971 och till professor i slaviska språk 1977. Han har publicerat vetenskapliga verk inom slavisk filologi samt artiklar och böcker om Jugoslaviens kultur, historia och politik, bland annat Før Jugoslavia, og etter (1992). Han har även översatt jugoslavisk skönlitteratur till norska.
Han är ledamot av Norsk Oversetterforening, Det Norske Videnskaps-Akademi och Bosnien och Hercegovinas Vetenskapsakademi.